# Ghost of a Rose
Ghost of a Rose è il quarto album in studio dei Blackmore's Night.

## Tracce
1. Way to Mandalay - 6:27
2. 3 Black Crows - 3:43
3. Diamonds and Rust - 4:54 (cover di Joan Baez)
4. Cartouche - 3:48
5. Queen for a Day (Part 1) - 3:05
6. Queen for a Day (Part 2) - 1:36
7. Ivory Tower - 4:24
8. Nur eine Minute - 1:08
9. Ghost of a Rose - 5:45
10. Mr. Peagram's Morris and Sword - 2:01
11. Loreley – 3:36 (Lorelei è uno sperone roccioso lungo il fiume Reno)
12. Where Are We Going from Here - 4:05
13. Rainbow Blues - 4:30 (cover dei Jethro Tull)
14. All for One - 5:36 (temi da Son Ar Chistr a da Schiarazula Marazula di Giorgio Mainerio)
15. Dandelion Wine - 5:39

Tracce bonus
1. Mid Winter's Night (Live Acoustic Version) - 4:45
2. Way to Mandalay (Radio Edit) - 3:02